# Flora Robson
Flora McKenzie Robson (South Shields, 28 marzo 1902 – Brighton, 7 luglio 1984) è stata un'attrice britannica.

## Biografia
Figlia di Eliza McKenzie e David Robson, un ingegnere navale di origine scozzese, che la incoraggiò a recitare fin dall'infanzia, Flora Robson si diplomò nel 1921 alla Royal Academy of Dramatic Art (R.A.D.A.), ed esordì sul palcoscenico nei panni della Regina Margherita in Will Shakespeare, apparendo per un certo periodo in opere classiche, molte delle quali di repertorio shakespeariano. Lasciò successivamente le scene e lavorò per quattro anni come assistente sociale, prima di tornare definitivamente sul palcoscenico e di fare il suo debutto cinematografico in Dance Pretty Lady (1932) di Anthony Asquith.
I lineamenti comuni ma espressivi, con fronte alta e naso e bocca pronunciati, il timbro di voce e il portamento regale resero Flora Robson interprete ideale di ruoli di sovrana. Nel 1934 interpretò l'imperatrice Elisabetta di Russia nel film La grande Caterina di Paul Czinner, mentre tre anni più tardi impersonò la regina Elisabetta I nel film Elisabetta d'Inghilterra (1937), a fianco di Laurence Olivier e Vivien Leigh. 
Nel 1938 si trasferì a Hollywood, dove partecipò al melodramma La voce nella tempesta di William Wyler (1939), nel ruolo della vecchia Nellie Dean, e all'avventura in costume Lo sparviero del mare (1940) con Errol Flynn, in cui riprese il ruolo di Elisabetta I. Nel 1946 la Robson ottenne una candidatura all'Oscar alla miglior attrice non protagonista per il ruolo di Angelique Buiton, la cameriera di Clio Dulaine (Ingrid Bergman), nel film Saratoga (1945) di Sam Wood.

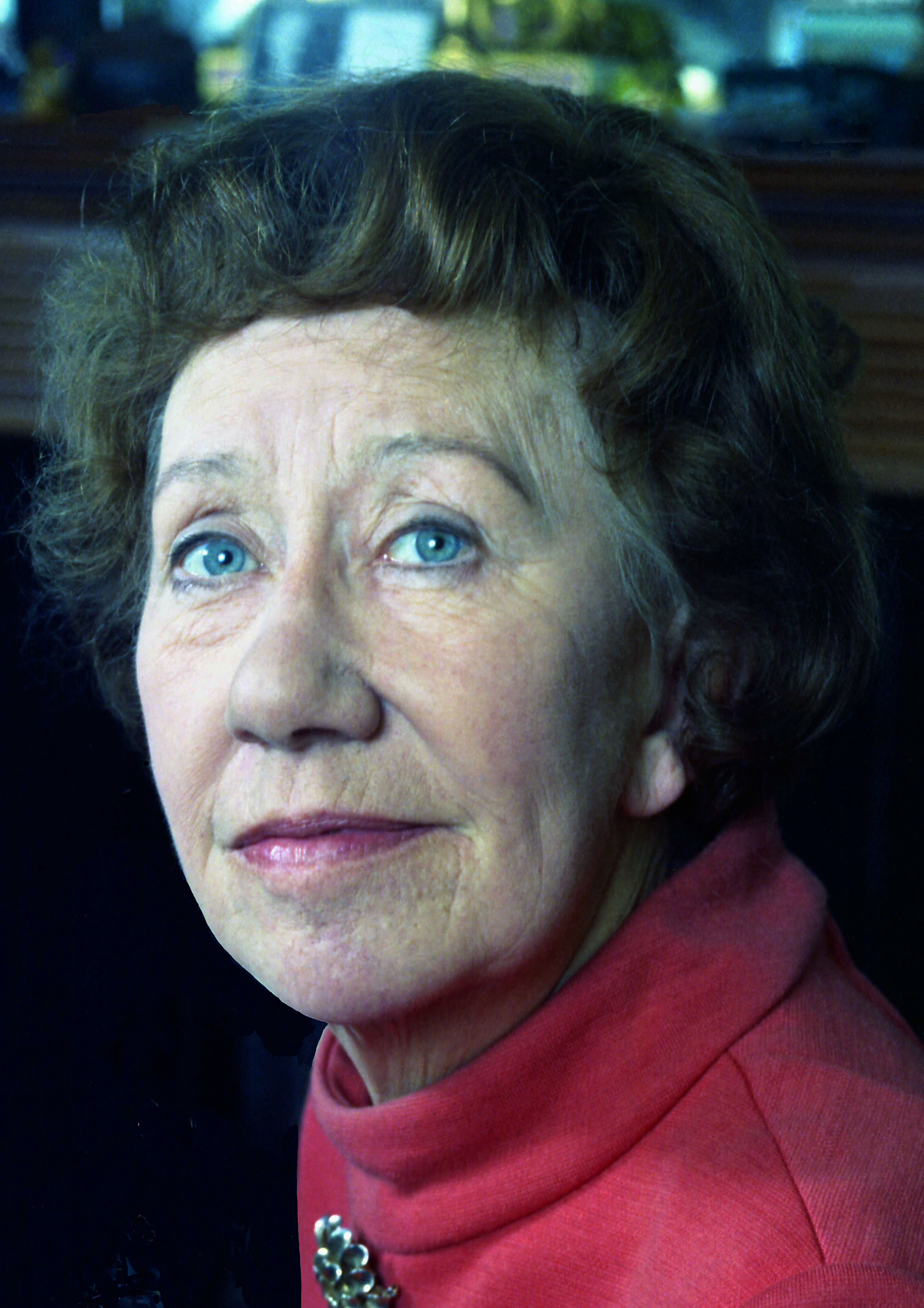
Flora Robson nel 1973

Rientrata in Inghilterra dopo la fine della seconda guerra mondiale, la Robson recitò in uno dei più costosi ma fallimentari film della storia del cinema britannico, Cesare e Cleopatra (1945), di Gabriel Pascal, ancora accanto a Vivien Leigh, e nel dramma Narciso nero (1947), di Michael Powell e Emeric Pressburger, in cui interpretò il ruolo di Suor Philippa. L'attrice si confermò tra le migliori caratteriste del teatro e del cinema britannico, continuando a recitare nei decenni successivi in pellicole di vario genere, tra cui Giulietta e Romeo (1954) di Renato Castellani (in cui impersonò la nutrice dei Capuleti), film vincitore del Leone d'Oro alla 19ª Mostra internazionale d'arte cinematografica di Venezia, La zingara rossa (1958) di Joseph Losey, 55 giorni a Pechino (1963) di Nicholas Ray, in cui interpretò l'imperatrice della Cina Tzu-Hsi, e Missione in Manciuria (1966) di John Ford, nel ruolo di Miss Binns, a capo di una missione religiosa britannica in Oriente. 
Insignita nel 1960 dell'onorificenza di "Dama dell'Impero Britannico", la Robson comparve ancora una volta in un ruolo regale nel film per ragazzi Le avventure di Alice nel Paese delle Meraviglie (1972), impersonando la Regina di Cuori. Durante gli anni settanta lavorò prevalentemente in film per la televisione e apparve per l'ultima volta sullo schermo nel fantasy Scontro di titani (1981), nel ruolo di una delle tre mitologiche Graie.

## Vita privata
Flora Robson non si sposò mai e non ebbe figli. Dal suo ritorno definitivo in Gran Bretagna risiedette a Brighton con le sorelle Shela e Margaret. Morì nel 1984, all'età di 82 anni, per un cancro.

## Filmografia

### Cinema

Flora Robson nel film La grande scrofa nera (1972)

- A Gentleman of Paris, regia di Sinclair Hill - non accreditata (1931)
- Dance Pretty Lady, regia di Anthony Asquith (1932)
- One Precious Year, regia di Henry Edwards (1933)
- La grande Caterina (The Rise of Catherine the Great), regia di Paul Czinner (1934)
- La vita privata di Don Giovanni (The Private Life of Don Juan), regia di Alexander Korda (1934) (scene cancellate)
- Anna Christie, regia di George More O'Ferrall (1936) (cortometraggio)
- Io, Claudio (I, Claudius), regia di Josef Von Sternberg (1937) (incompiuto)
- Elisabetta d'Inghilterra (Fire Over England), regia di William K. Howard (1937)
- Sei ore a terra (Farewell Again), regia di Tim Whelan (1937)
- La voce nella tempesta (Wuthering Heights), regia di William Wyler (1939)
- Smith, regia di Michael Powell (1939)
- Poison Pen, regia di Paul L. Stein (1939)
- Non siamo soli (We Are Not Alone), regia di Edmund Goulding (1939)
- Strisce invisibili (Invisible Stripes), regia di Lloyd Bacon (1939)
- Lo sparviero del mare (The Sea Hawk), regia di Michael Curtiz (1940)
- Passaggio a Bahama (Bahama Passage), regia di Edward H. Griffith (1941)
- Two Thousand Women, regia di Frank Launder (1944)
- Great Day, regia di Lance Comfort (1945)
- Saratoga (Saratoga Trunk), regia di Sam Wood (1945)
- Cesare e Cleopatra (Caesar and Cleopatra), regia di Gabriel Pascal (1945)
- Dumb Dora Discovers Tobacco, regia di Charles Hawtrey (1945) (cortometraggio)
- The Years Between, regia di Compton Bennett (1946)
- Narciso nero (Black Narcissus), regia di Michael Powell e Emeric Pressburger (1947)
- Frida, l'amante straniera (Frieda), regia di Basil Dearden (1947)
- Holiday Camp, regia di Ken Annakin (1947)
- Ragazze perdute (Good-Time Girl), regia di David MacDonald (1948)
- Sarabanda tragica (Saraband for Dead Lovers), regia di Basil Dearden (1948)
- The Tall Headlines, regia di Terence Young (1952)
- Una storia di guerra (Malta Story), regia di Brian Desmond Hurst (1953)
- Giulietta e Romeo (Romeo and Juliet), regia di Renato Castellani (1954)
- Alta marea a mezzogiorno (High Tide at Noon), regia di Philip Leacock (1957)
- No Time for Tears, regia di Cyril Frankel (1957)
- La zingara rossa (The Gypsy and the Gentleman), regia di Joseph Losey (1958)
- Innocent Sinners, regia di Philip Leacock (1958)
- 55 giorni a Pechino (55 Days at Peking), regia di Nicholas Ray (1963)
- Assassinio al galoppatoio (Murder at the Gallop), regia di George Pollock (1963)
- Cannoni a Batasi (Guns at Batasi), regia di John Guillermin (1964)
- Il magnifico irlandese (Young Cassidy), regia di Jack Cardiff (1965)
- Quei temerari sulle macchine volanti (Those Magnificent Men in Their Flying Machines or How I Flew from London to Paris in 25 hours 11 minutes), regia di Ken Annakin (1965)
- Missione in Manciuria (7 Women), regia di John Ford (1966)
- Cerimonia per un delitto (Eye of the Devil), regia di J. Lee Thompson (1966)
- La porta sbarrata (The Shuttered Room), regia di David Greene (1967)
- Cry in the Wind, regia di Anthony Heller e Leonard Schach (1967)
- Femmina violenta (The Beloved), regia di George Pan Cosmatos (1970)
- The Beast in the Cellar, regia di James Kelley (1970)
- Frammenti di paura (Fragment of Fear), regia di Richard C. Sarafian (1970)
- La grande scrofa nera, regia di Filippo Ottoni (1972)
- Le avventure di Alice nel Paese delle Meraviglie (Alice's Adventures in Wonderland), regia di William Sterling (1972)
- Dominique, regia di Michael Anderson (1978)
- Scontro di titani (Clash of the Titans), regia di Desmond Davis (1981)

### Televisione
- Mother Courage and Her Children – film TV (1959)
- The Canterville Ghost, regia di Robin Miller – film TV (1974)
- Eustace and Hilda – film TV (1977)
- I miserabili (Les Miserables), regia di Glenn Jordan – film TV (1978)
- Gaugain the Savage, regia di Fielder Cook – film TV (1980)
- Le due città (A Tale of Two Cities), regia di Jim Goddard – film TV (1980)

## Doppiatrici italiane
- Lydia Simoneschi in Assassinio al galoppatoio, Il magnifico irlandese, Missione in Manciuria, La grande scrofa nera
- Giovanna Scotto in Strisce invisibili, Sarabanda tragica, Frammenti di paura
- Marcella Rovena in Narciso nero, Frida, l'amante straniera
- Wanda Tettoni in La zingara rossa, Le avventure di Alice nel paese delle meraviglie
- Franca Dominici in Cannoni a Batasi, Quei temerari sulle macchine volanti
- Lola Braccini in La voce nella tempesta
- Margherita Bellini in Lo sparviero del mare
- Margherita Bagni in Saratoga
- Vanna Polverosi in Giulietta e Romeo
- Cesarina Gheraldi in 55 giorni a Pechino
- Dhia Cristiani in La voce nella tempesta (ridoppiaggio anni '70)
- Angiolina Quinterno in La grande Caterina (ridoppiaggio anni '80)

## Riconoscimenti
Premi Oscar 1947 – Candidatura all'Oscar alla miglior attrice non protagonista per Saratoga